# 东南发电
浙江東南發電股份有限公司，簡稱浙江東南發電股份、浙江東南發電、東南發電（英語：ZHEJIANG SOUTHEAST ELECTRIC POWER COMPANY LIMITED，上交所除牌前：900949，简称：東電B股、倫交所除牌時ZSED.L），是一间在1997年由浙江省电力公司、浙江省电力开发公司、浙江八达股份有限公司、浙江省电力物资供应公司、浙江电力房地产开发有限责任公司組建并控股的公司。
現時以浙江浙能電力股份有限公司及中國華能集團公司為主要股東，業務为在浙江省經營發電，而總部位於浙江省杭州市延安路528号标力大厦22-23层，以及浙江省杭州天目山路152号浙能大厦8-10层。
股份在1997年9月23日於上海證券交易所B股，以及倫敦證券交易所以全球存託憑證上市。
2013年中，浙江浙能电力股份有限公司宣布，以1股兌換為0.886股，進行私有化合併，總代價為5900萬元人民幣，完成後，原有浙江東南發電註銷註冊和上市。

## 連結
- ZSEPC.com